# Ireneo Fuser
Ireneo Fuser (Silea, 12 novembre 1902 – Bologna, 6 agosto 2003) è stato un organista, compositore e pianista italiano.

## Biografia
Figura di rilievo nel panorama dell'organismo italiano del Novecento, ha lasciato un’importante eredità musicale come interprete, insegnante e studioso della musica organistica antica.

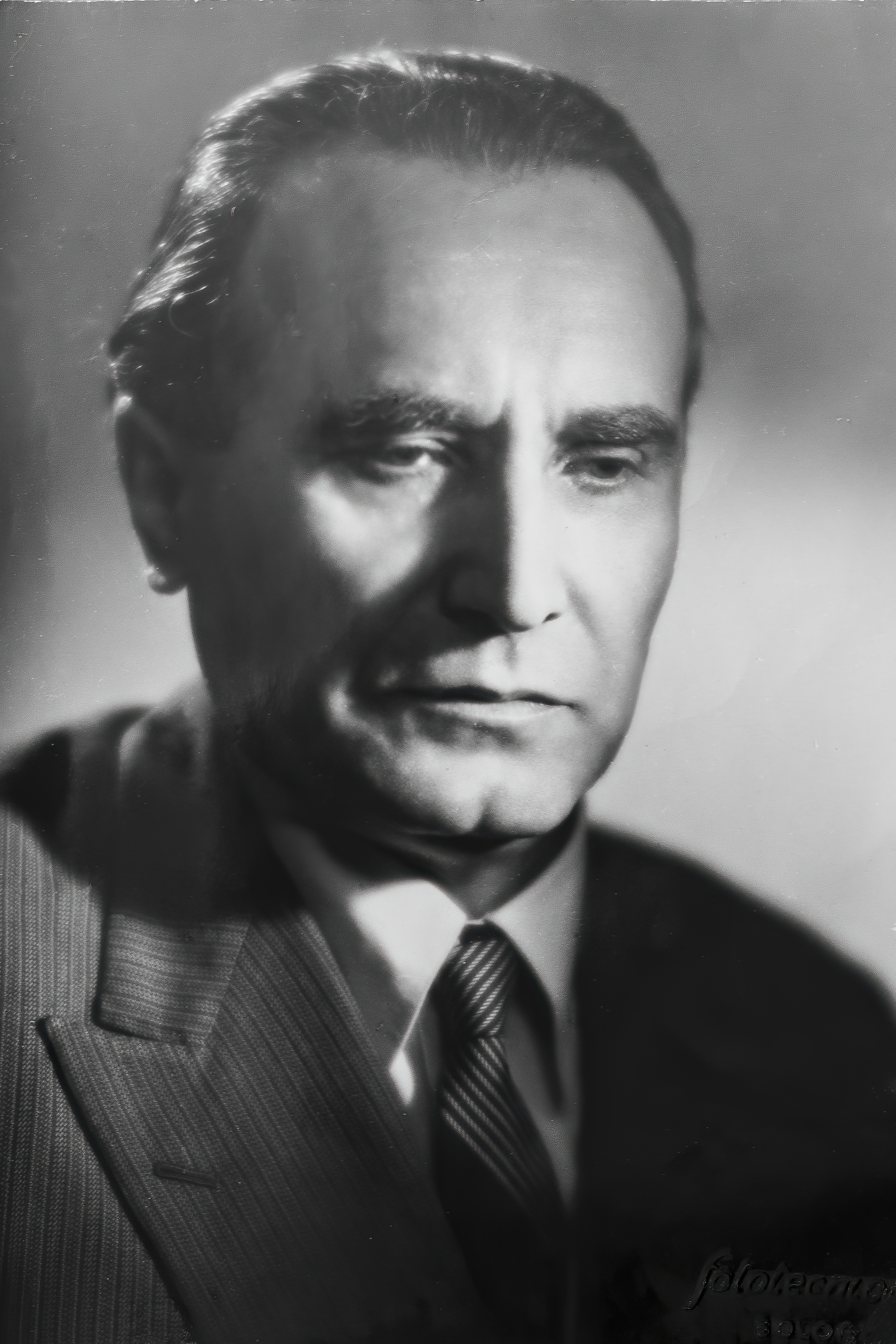
Ireneo Fuser

Iniziò gli studi musicali in giovane età su suggerimento del parroco del paese d'origine, nella provincia di Treviso, che ne aveva intuito le doti, diplomandosi in organo nel 1925 presso l'allora Liceo musicale “Benedetto Marcello” di Venezia sotto la guida di Oreste Ravanello; successivamente si perfezionò a Roma con Fernando Germani. Conseguì anche i diplomi in pianoforte (al Conservatorio di Parma nel 1927) e composizione (al Conservatorio di Firenze, 1935). Nel 1928 vinse il concorso per la successione a Ulisse Matthey come organista del Santuario di Loreto.
Avviò una lunga e prestigiosa carriera concertistica che lo vide protagonista in recital organistici in Italia e all’estero, spesso trasmessi dalla RAI e dalla Radio Svizzera. Il suo stile interpretativo univa ampio repertorio, raffinatezza timbrica, rigore contrappuntistico e sensibilità poetica come testimoniano i numerosi articoli scritti nelle principali testate giornalistiche dell'epoca al termine dei suoi concerti.
Parallelamente svolse un’intensa attività didattica ; alla morte del suo Maestro Oreste Ravanello lo succede nella cattedra di Organo al Conservatorio "Benedetto Marcello" di Venezia , e nel 1939 si trasferisce a Bologna come titolare della cattedra di organo presso il Conservatorio “G. B. Martini”, ruolo che mantenne fino al 1973. Tra i suoi allievi si ricordano Luigi Ferdinando Tagliavini, figura di spicco nella musicologia italiana del Novecento.
Fuser si distinse anche come collaudatore di organi e come studioso e divulgatore della musica organistica italiana antica; fu convinto sostenitore della valorizzazione dell’organo storico italiano e curò l’edizione di numerose opere del passato, spesso adattandole all’uso concertistico moderno. La sua antologia "Classici italiani dell’organo" (Ricordi, 1955) è ancora oggi considerata un punto di riferimento per gli studiosi di organo.
Curò edizioni e antologie di grande rilevanza, tra cui:
- Edizioni critiche di opere di Gioseffo Guami, Padre Giovanni Battista     Martini, Domenico Zipoli e     Giuseppe Aldrovandini;
- Una versione annotata delle Sonate in trio di J. S. Bach,     pubblicata nel 1971, apprezzata dalla critica internazionale, tra cui     Christoph Wolff.

La produzione di Fuser è prevalentemente sacra e legata allo spirito del Movimento Ceciliano. Tra le sue opere principali si segnalano:
- Fuga a 4 voci (1925);
- Comunione (Meditazione) (1936);
- Missa puerorum in honorem Sancti Johannis Bosco (1949), per voci     bianche e organo;
- Tria motecta in honorem B. V. Mariae (1953);
- Musetta (1956), per organo;
- Trascrizioni organistiche e pianistiche da opere di Bach, Mendelssohn,     Respighi, Nardini, Mulè e altri.

Fuser coltivò per tutta la vita anche l’amore per il pianoforte, strumento che continuò a suonare fino a tarda età, affrontando il repertorio classico e romantico con sorprendente vitalità anche dopo i novant’anni.
Morte e eredità
Ireneo Fuser si spense a Bologna il 6 agosto 2003, a quasi 101 anni. La sua eredità è testimoniata non solo dalle pubblicazioni e dalle composizioni, ma anche dalla profonda influenza esercitata come didatta e studioso. È considerato uno dei principali protagonisti del rinnovamento dell’organismo italiano nel XX secolo.